# Cyriocosmus giganteus
Espèce
Cyriocosmus giganteus est une espèce d'araignées mygalomorphes de la famille des Theraphosidae.

## Distribution
Cette espèce est endémique de la région de Loreto au Pérou,.

## Description
Le mâle holotype mesure 26,7 mm.
La femelle décrite par Kaderka en 2019 mesure 28,4 mm.

## Étymologie
Cette espèce est nommée en référence à sa taille.

## Publication originale
- Kaderka, 2016 : The Neotropical genus Cyriocosmus Simon, 1903 and new species from Peru, Brazil and Venezuela (Araneae: Theraphosidae: Theraphosinae). Journal of Natural History, vol. 50, no 7-8, p. 393-465.